# Фрегозо, Антонио
Антонио Фрегозо (итал. Antonio Fregoso; ок. 1444 — ок. 1530; точные даты жизни неизвестны) — итальянский поэт XV века, известный также под именем Fileremo; генуэзец, состоявший при дворе Лодовико Сфорца и Беатриче д’Эсте.
Из его произведений наиболее замечательное — «Cerva bianca» («Белая лань»), поэма в 7 песнях, написанная октавами, в которой автор рассказывает, как, следуя за белой самкой оленя, он прошел в царство Amore, в храм, где восседает истинная, духовная любовь, и жертва на алтарь приносится семью добродетелями. Фрегозо широко пользуется приёмами олицетворения и аллегории; названия для своих аллегорических образов он заимствует из греческого языка и мифологии. Образцами ему служили «Роман о Розе» и другие подобные произведения французских писателей XV века, а сущность его взглядов на любовь заимствована из платоновской доктрины.